# Kartalije
Kartalije – wieś w Chorwacji, w żupanii karlowackiej, w gminie Vojnić. W 2011 roku liczyła 43 mieszkańców.